# Reo (deidad)

REBE TRASANCI AVG, inscripción en una fusayola del encontrada en Castro de Santa Comba, Ferrol, en 2001.

Reo, Reue, Reve o Rebe, es un nombre que aparece en algunas dedicatorias latinas a una deidad lusitana y de la Gallaecia romana, normalmente con un epíteto relativo a un lugar, como en el caso de la referencia a Reo Paramaeco descubierta en Lugo, Galicia. El nombre Reo está en el caso dativo latino, para un nombre latinizado, *Reus.

## Epigrafía
Reve es considerada una deidad paleohispánica muy difundida en la parte noroccidental de la península ibérica, lo que indicaría que era una de las más populares del panteón. El nombre aparece en al menos 20 testimonios, con variaciones:
- Reue Reumiraego (Vilardevós, Orense); [4] [5]
- Reo Bormanico ; [6] [7]
- Reo Paramaeco (Lugo); [5] [7]
- Reoue Vadumic(o) ; [8]
- Reve Anabaraeco, Reuue Anabaraeco, Reuue Anabaraego (Rubiana y Las Burgas, Orense); [9] [10] [11]
- Reve Larauco (Serra do Larouco, Ourense); [12]
- Reve Veisuto (Mosteiro de Ribeira, Xinzo de Lima, Ourense); [13]
- Reue Marandicui (Guiães, Vila-Real); [14]
- Reve amoaego arcuneu (Ginza de Limia, Orense); [15]
- Reve siboico (lecturas alternativas: Tebieco o Siddico ) (Celanova, Orense); [15]
- Reve langanidae(i)gui (Castelo Branco); [15]
- Reve langanid[aeco] (Castelo Branco); [15]
- Reve langanitaeco (Idanha-a-Nova, Castelo Branco); [15]
- Rebe Trasanci ; [16]

### Interpretaciones
Analizando las atestaciones se ha propuesto una forma nominativa *Reu-s o *Revs. 
El nombre Rebe se señala como la forma betacista de Reve, interpretado por Villar y Prósper como forma femenina del teónimo. 

#### Epítetos
El epíteto Bormanico probablemente deriva del nombre de un río, *Bormano-, una palabra relacionada con el nombre de la deidad celta continental Borvo.
Aparte de Reo Larauco ('Reus de Larouco'), los epítetos comparten un elemento -aik-, interpretado como un marcador adjetival familiar en las inscripciones lusitanas para las dedicatorias a Reo Paramaeco ('Reus de Paramo') Amoaego Arcunii, Anabaraeco y Alabaraico Sulensi.
El primer elemento Reo/Reus es muy similar al nombre Reue que aparece en la inscripción lusitana de Cabeço das Fráguas, parte de la cual dice "INDI TAVROM IFADEM REVE T...", generalmente interpretado como "y [o después] un toro fértil (?) para Reue", estado el epíteto perdido debido a lo deteriorado de la inscripción. Por lo tanto, Reue también parece ser un dativo en la forma lusitana del nombre. Reue aparece nuevamente en la inscripción de Ribeira da Venda, incluido un epíteto, como "REVE AHARACVI"; esta vez la deidad recibe un sacrificio de diez ovejas.

## Etimología

### Reflejo del dios del cielo protoindoeuropeo
El erudito polaco K. T. Witczak deriva el nombre del previo *diewo, lo que sugiere que el idioma lusitano cambió la d protoindoeuropea por la r, convirtiendo a Reo en una deidad del cielo similar (y con un nombre similar) al Zeus griego y al Júpiter romano, algo que puede estar respaldado por dedicatorias a él cercanas a montañas que también aluden al Júpiter romano.

### Deidad del agua
En otra línea de académica, otros eruditos como Blázquez y Villar sugieren que pudo haber sido una deidad vinculada a los ríos y que el nombre deriva de una raíz que significa 'flujo' o 'corriente'.   

## Otras lecturas
- Anderson, James (1985). «Preroman indo-european languages of the hispanic peninsula». Revue des Études Anciennes 87 (3): 319-326. doi:10.3406/rea.1985.4212.
- Cardim-Ribeiro, José (2023). «Para Uma Reinterpretação De REV(V)E No Contexto Da Realidade Indoeuropeia Ocidental». Palaeohispanica. Revista Sobre Lenguas Y Culturas De La Hispania Antigua (en portugués) 23: 75-89. doi:10.36707/palaeohispanica.v23i0.508.
- Eguileta Franco, José María (2016). «As Burgas de Ourense y Revve Anabaraego: Un dios para unas fuentes termales». Abrente: Boletín de la Real Academia Gallega de Bellas Artes de Nuestra Señora del Rosario (en español) 48: 47-65. ISSN 0212-6117.

- Datos: Q3392532